# 加龙河畔塞里尼亚克
加龙河畔塞里尼亚克（法語：Sérignac-sur-Garonne，法語發音：[seʁiɲak syʁ ɡaʁɔn]）是法国洛特-加龙省的一个市镇，位于该省东南部，加龍河左岸，省会阿让市区以西约12公里，属于阿让区和阿让城市圈公共社区。

## 地理
加龙河畔塞里尼亚克（44°12'49"N, 0°29'6"E）面积8.91 平方千米，位于法国新阿基坦大区洛特-加龍省，该省份为法国西南部内陆省份，北起多爾多涅省，西接吉倫特省和朗德省，南至热尔省，东临塔恩-加龙省和洛特省。
与加龙河畔塞里尼亚克接壤的市镇（或旧市镇、城区）包括：圣伊莱尔-德吕西尼昂、科莱拉克-圣锡尔克、欧维尼翁河畔蒙塔尼亚克、孟德斯鸠、布吕伊约伊地区圣科隆布。

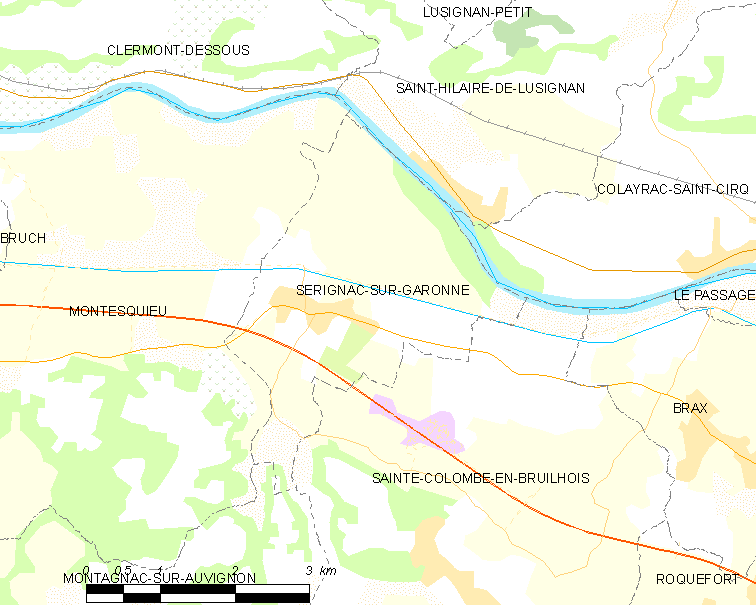
加龙河畔塞里尼亚克的OSM定位图

加龙河畔塞里尼亚克的时区为UTC+01:00、UTC+02:00（夏令时）。

## 行政
加龙河畔塞里尼亚克的邮政编码为47310，INSEE市镇编码为47300。

## 政治
加龙河畔塞里尼亚克所属的省级选区为阿让西部县。

## 人口

1962-2008年间加龙河畔塞里尼亚克人口变化图示

加龙河畔塞里尼亚克于2022年1月1日时的人口数量为1178人。

## 交通
洛特-加龙省省道D119线和D286线在加龙河畔塞里尼亚克镇中心交汇。